# 南投糖廠
23°54′10″N 120°41′23″E / 23.902683°N 120.689637°E
南投糖廠是一座曾存在於臺灣南投縣南投市的製糖工廠，設立於1911年，於1968年被裁撤，廠區已完全拆除，現址為南投縣政府綜合大樓。

## 沿革
南投糖廠是在日治時期由中央製糖株式會社興建，中央製糖是在1910年5月由關清英、中村房次郎、古井千次郎、梅浦精一等人設立。在製糖工場和其他設備完工後，在1911年12月開始製糖，並合併了位於原料採取區域內的南投製糖公司、小半山及營盤口製糖場、安部製糖場、松本製糖場、三發製糖公司等改良糖部。另外，由於南投地區的交通不便，從縱貫線二八水站興建了連接至南投工廠、月眉厝的會社專用鐵路，經營客、貨運輸。南投工場第一年的產糖量為52,000千俵。然而，因隔年1912年8月的暴風雨導致工廠及原料產地嚴重受災，使得這年的產糖兩僅有29,000千俵。中央製糖才剛創立便遇到了經營困難，於是希望能由其他公司收購中央製糖。明治製糖在1913年2月開始與中央製糖開始交涉收購事宜，在同年6月底完成合併，於二戰前的每日壓榨甘蔗量為1,500公噸。1922年，明治製糖設立南投酒精工場。
戰後，南投製糖所由台灣糖業公司接收，改稱「南投糖廠」，屬台灣糖業公司第三區分公司。由於南投糖廠在二戰中僅受輕微受損，經修復後於1946年1月開工製糖。台糖在1950年改行總廠制，南投糖廠屬台中總廠。1967年南投糖廠停閉，於1968年撤銷南投糖廠。現廠區已完全拆除，目前原廠區土地由南投縣政府使用。

## 外部連結
- 南投糖廠 - 台灣製糖工廠百年文史地圖（页面存档备份，存于）
- 台糖全球中文入口網-製糖工場（页面存档备份，存于）
- 南投縣農業觀光藝術文化協會

### 關於鐵道
- 南投糖廠鐵道分佈圖（页面存档备份，存于）
- 蛋頭的奇想世界: 糖鐵中寮線路線圖（页面存档备份，存于）
- 南投糖廠濁水聯絡線01 @ 鐵道風情畫Xuite分頁:: 隨意窩Xuite日誌（页面存档备份，存于）